# Stjepko Težak
Stjepko Težak (Ozalj, 22 luglio 1926 – Zagabria, 1º agosto 2006) è stato un linguista croato.
Cresciuto a Ozalj, studiò presso l'Università di Zagabria e conseguì nel 1965 il dottorato in scienze filologiche. Insegnò metodi didattici della lingua e del film presso l'Accademia pedagogica e all'università, e fu decano di tutte e due queste istituzioni. Fu direttore della rivista Modra lasta.

## Opera
Težak fu un linguista di spicco e orientò le sue ricerche su:
- dialettologia:
  - la parlata di Ozalj
  - frontiere kajkavo-čakave
  - il dialetto alla radio, nella televisione e nel film
- lingua letteraria croata contemporanea
- morfologia
  - il croato quotidiano
  - il croato settoriale;
  - il croato (in)dimenticato
- metodi didattici per la lingua, la letteratura e il film.

Pubblicò diverse opere letterarie tra cui si ricordano le Novelle umoristiche popolari e le Storie umoristiche popolari. Assieme a Stjepan Babić scrisse la nota Grammatica della lingua croata (1971) che divenne uno dei simboli della primavera croata e venne messo all'indice dei libri proibiti in Jugoslavia.

### Testi più noti
- Šaljive narodne pripovijetke (12 pubblicazioni, 1963-1980)
- Šaljive narodne priče (1997-2001)
- Gramatika hrvatskog književnog jezika (1971)

| Controllo di autorità | VIAF (EN) 64131244 · ISNI (EN) 0000 0001 0909 2552 · LCCN (EN) n93012866 · GND (DE) 103514961 · BNF (FR) cb111645916 (data) · CONOR.SI (SL) 31216995 |